# Humboldtia brunonis
Humboldtia brunonis là một loài thực vật có hoa trong họ Đậu. Loài này được Wall. miêu tả khoa học đầu tiên.

## Hình ảnh

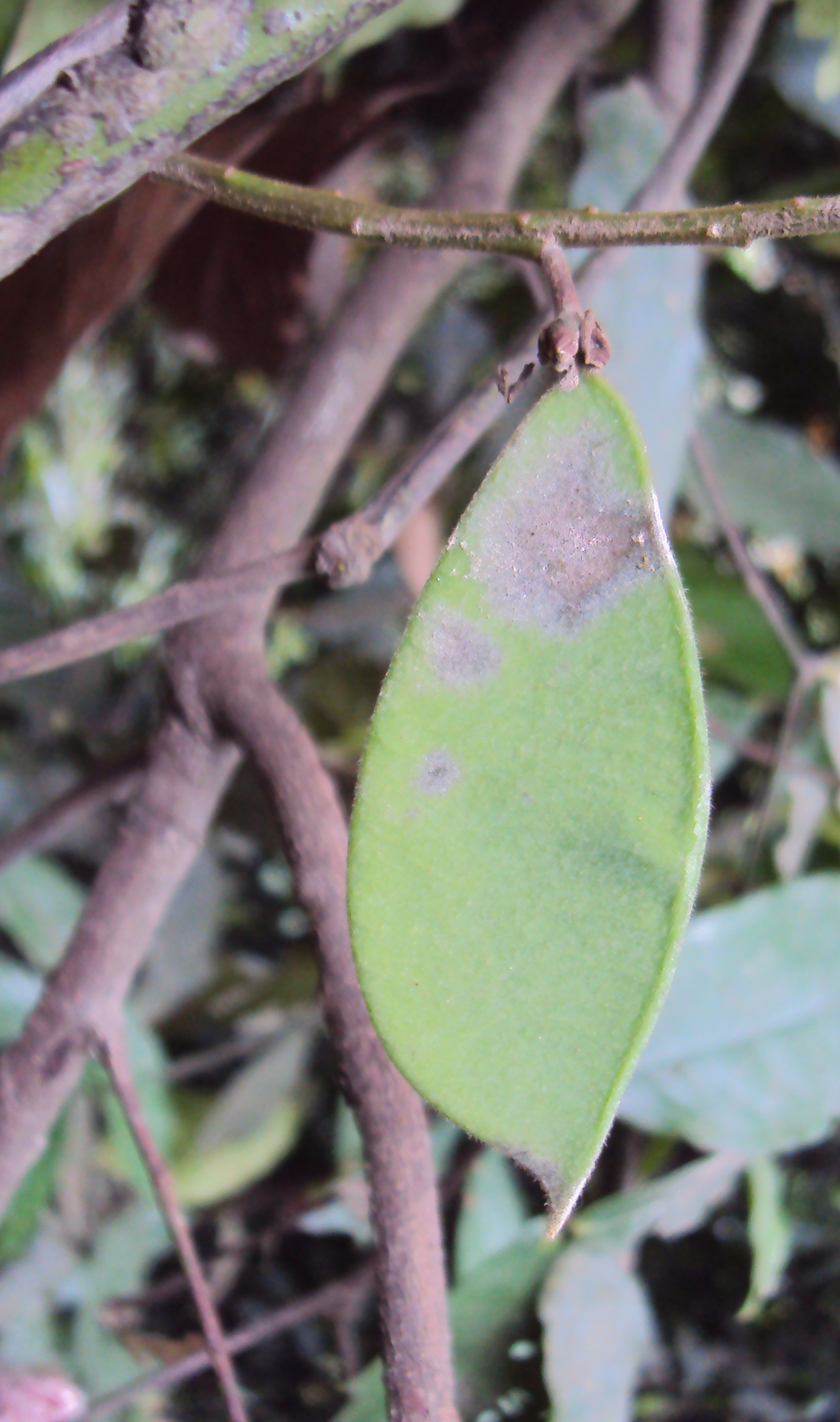
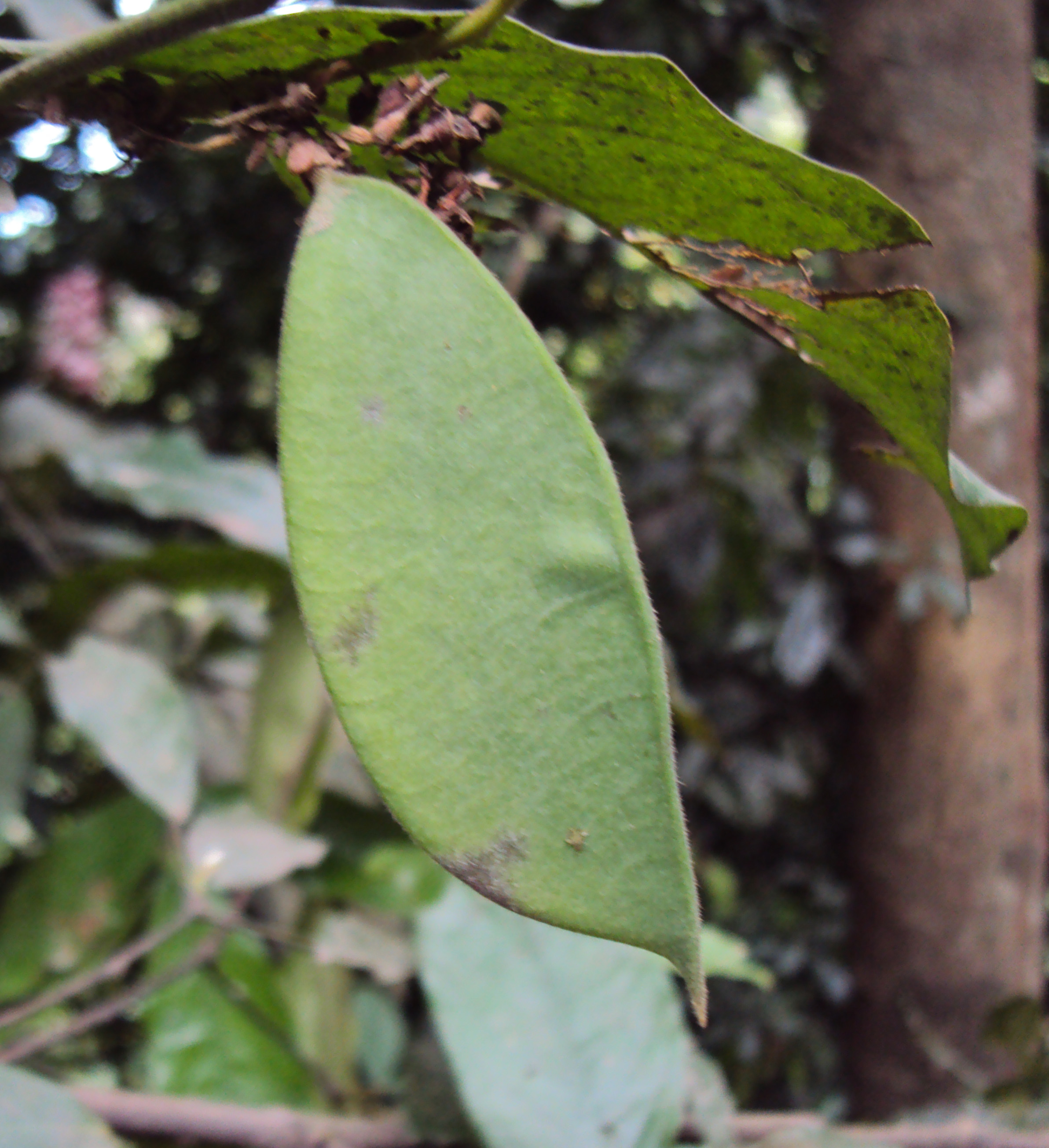
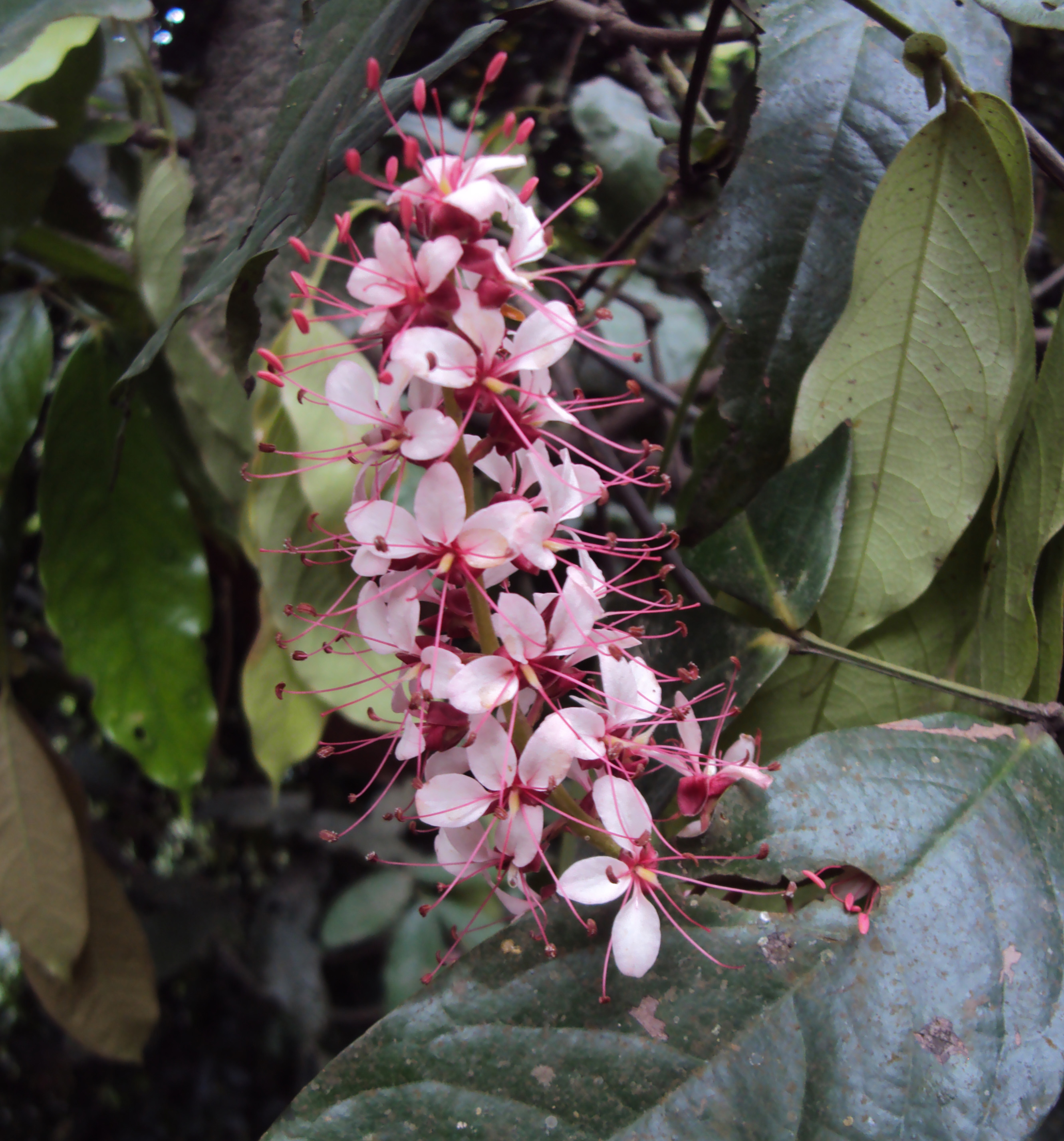
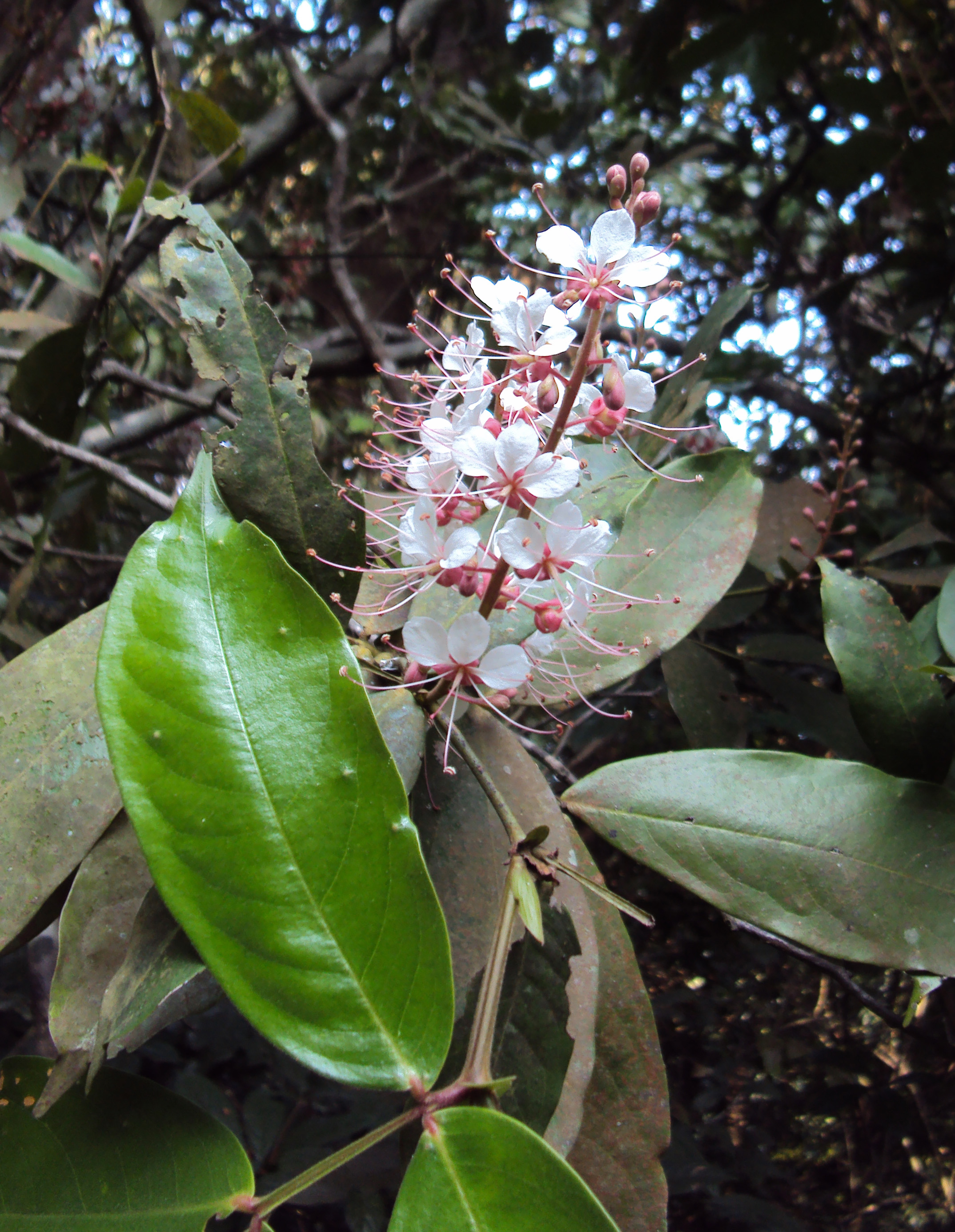